# GeoRSS
GeoRSSとは場所をウェブフィードの一部としてエンコードする仕様で、最も知られているウェブフィードおよび同期フォーマットであるRSSの派生である。
場所に関するコンテンツは地理的な点や線、興味のある事物を示すポリゴン、関連機能の説明で構成されており、地図作成のような地理関連ソフトウェアでの使用が想定されている。通常の情報モデルでこれらのエンコードを構築することにより、GeoRSSでのコラボレーションはエンコードの相互運用性と上位互換性を推進している。
この点において、GeoRSSでのコラボレーションは GeoRSS Geography Markup Language (GML) とGeoRSS Simpleという2つの主なエンコードによって行われる。GeoRSS-Simpleはとても軽量なフォーマットで基本的なジオメトリ（点、線、箱、ポリゴン）に対応し、場所をエンコードする時の基本的な方法をカバーしている。GeoRSS GMLは正式なOpen Geospatial Consortium (OGC) GMLアプリケーションプロファイルであり、GeoRSS Simpleより多くの機能、特にWGS84の緯度/経度以外の座標参照システムに対応している。また、古くなっていて一部廃止されているものの未だに幅広く使われているW3C GeoRSSシリアライゼーションもある。
RSS 1.0と2.0両方だけでなくIETFによる最新のフィード仕様であるAtomを拡張するために使用されている。

## 使用例
Atomを使用したGeoRSS Simpleの例である。
```
 
<?xml version="1.0" encoding="utf-8"?>

 
<feed
 
xmlns=
"http://www.w3.org/2005/Atom"
 

       
xmlns:georss=
"http://www.georss.org/georss"
>

   
<title>
Earthquakes
</title>

   
<subtitle>
International
 
earthquake
 
observation
 
labs
</subtitle>

   
<link
 
href=
"http://example.org/"
/>

   
<updated>
2005-12-13T18:30:02Z
</updated>

   
<author>

      
<name>
Dr.
 
Thaddeus
 
Remor
</name>

      
<email>
tremor@quakelab.edu
</email>

   
</author>

   
<id>
urn:uuid:60a76c80-d399-11d9-b93C-0003939e0af6
</id>

   
<entry>

      
<title>
M
 
3.2,
 
Mona
 
Passage
</title>

      
<link
 
href=
"http://example.org/2005/09/09/atom01"
/>

      
<id>
urn:uuid:1225c695-cfb8-4ebb-aaaa-80da344efa6a
</id>

      
<updated>
2005-08-17T07:02:32Z
</updated>

      
<summary>
We
 
just
 
had
 
a
 
big
 
one.
</summary>

      
<georss:point>
45.256
 
-71.92
</georss:point>

   
</entry>

 
</feed>

```

RSS 2.0向けのGeoRSS GMLエンコードのスキーマフラグメントである。
```
  
<?xml version="1.0" encoding="UTF-8"?>

  
<rss
 
version=
"2.0"
 

       
xmlns:georss=
"http://www.georss.org/georss"
 

       
xmlns:gml=
"http://www.opengis.net/gml"
>

    
<channel>

    
<link>
https://www.google.com/maps
</link>

    
<title>
Cambridge
 
Neighborhoods
</title>

    
<description>
One
 
guy's
 
view
 
of
 
Cambridge,
 
MA
</description>

    
<item>

      
<guid
 
isPermaLink=
"false"
>
00000111c36421c1321d3
</guid>

      
<pubDate>
Thu,
 
05
 
Apr
 
2007
 
20:16:31
 
+0000
</pubDate>

      
<title>
Central
 
Square
</title>

      
<description>
The
 
heart
 
and
 
soul
 
of
 
the
 
"old"
 
Cambridge.
 
Depending
 
on
 
where
 
you
 

               
stand,
 
you
 
can
 
feel
 
like
 
you're
 
in
 
the
 
1970s
 
or
 
2020.
</description>

      
<author>
rajrsingh
</author>

      
<georss:where>

        
<gml:Polygon>

          
<gml:exterior>

            
<gml:LinearRing>

              
<gml:posList>

                
-71.106216
 
42.366661

                
-71.105576
 
42.367104

                
-71.104378
 
42.367134

                
-71.103729
 
42.366249

                
-71.098793
 
42.363331

                
-71.101028
 
42.362541

                
-71.106865
 
42.366123

                
-71.106216
 
42.366661

              
</gml:posList>

            
</gml:LinearRing>

          
</gml:exterior>

        
</gml:Polygon>

      
</georss:where>

    
</item>

   
</channel>

 
</rss>

```

W3CジオエンコードによるGeoRSSの例である。
```
 
<?xml version="1.0"?>

 
<?xml-stylesheet href="/eqcenter/catalogs/rssxsl.php?feed=eqs7day-M5.xml" type="text/xsl" 

                  media="screen"?>

 
<rss
 
version=
"2.0"
 

      
xmlns:geo=
"http://www.w3.org/2003/01/geo/wgs84_pos#"
 

      
xmlns:dc=
"http://purl.org/dc/elements/1.1/"
>

  
<channel>

     
<title>
USGS
 
M5+
 
Earthquakes
</title>

     
<description>
Real-time,
 
worldwide
 
earthquake
 
list
 
for
 
the
 
past
 
7
 
days
</description>

     
<link>
http://earthquake.usgs.gov/eqcenter/
</link>

     
<dc:publisher>
U.S.
 
Geological
 
Survey
</dc:publisher>

     
<pubDate>
Thu,
 
27
 
Dec
 
2007
 
23:56:15
 
PST
</pubDate>

     
<item>

       
<pubDate>
Fri,
 
28
 
Dec
 
2007
 
05:24:17
 
GMT
</pubDate>

       
<title>
M
 
5.3,
 
northern
 
Sumatra,
 
Indonesia
</title>

       
<description>
December
 
28,
 
2007
 
05:24:17
 
GMT
</description>

       
<link>
http://earthquake.usgs.gov/eqcenter/recenteqsww/Quakes/us2007llai.php
</link>

       
<geo:lat>
5.5319
</geo:lat>

       
<geo:long>
95.8972
</geo:long>

     
</item>

   
</channel>

 
</rss>

```

## GeoRSS実装の例
フィード使用例
- GeoNetwork opensource: Simple および GML -フィード。
- USGSによる過去7日間に世界中で起きた地震のリアルタイムレポート (W3C GeoRSS)

使用・実装
- Googleマップ: Google Maps API blogに投稿されたGoogleによるSimple、GML、GeoRSSのW3Cジオエンコードへの対応
- Yahoo Maps - Yahoo MapsウェブサービスでGeoRSSを使用する方法
- Virtual Earth: Microsoft Virtual EarthのGeoRSSジオエンコード、simple、GMLへの対応。
- GeoPress - ブログにGeoRSSを追加できるようになるWordPressやMovableTypeのプラグイン
- GeoRSS Module - DrupalウェブサイトにGeoRSSを追加できるようになるDrupalモジュール
- Mapufacture - GeoRSSフィードアグリゲーター
- MapQuest GeoRSSフィードを使ってMapQuestで地図を組み込む方法
- CitySurf Globe GeoRSSフィードを使う3Dバーチャル地球ソフトウェア
- Tao Presentations Taodyneの3DプレゼンテーションソフトウェアにGeoRSSを統合。

オープンソースプロジェクト
- OpenLayers OpenLayers GeoRSSパーサーを使用したデモ。GeoRSSジオエンコードとsimpleに対応している。
- Worldkit GeoRSS SimpleとGeoRSS GML両方に対応している。
- GeoServer
- OGR LibraryはGeoRSSのデータを読み書きアクセスに対応している。

製品
- Cadcorp Cadcorp SISにGeoRSSを構築
- CubeWerx WFS CubeWerx OGC Web Feature ServiceのニューリリースでGeoRSS GMLに対応。
- Ionic/Leica Geosystems Ionic redSpider製品でGeoRSSを使用。
- Bay of Islands GeoRSS情報とローカルアコモデーションで構成
- MarkLogic GeoRSS/Simpleを使っての地理空間クエリに対応している。